# خلف بيغلوي عليا
خلف‌ بيغلوي عليا هي قرية في مقاطعة خدا أفرين، إيران. عدد سكان هذه القرية هو 392 في سنة 2006.